# Murder at 1600
Murder at 1600 is een Amerikaanse actie-thriller uit 1997 onder regie van Dwight H. Little. De hoofdrollen worden vertolkt door Wesley Snipes en Diane Lane.

## Verhaal
In het Witte Huis vindt de schoonmaakster het levenloze lichaam van minister Carla Town, die is vermoord. Rechercheur Harlan Regis is de man die verantwoordelijk is voor het onderzoek naar hoe het incident kon plaatsvinden op een plek slechts enkele meters van de kamer van de president. Ook moet hij erachter komen wie het heeft gedaan en waarom. Om dit te doen krijgt hij de hulp van Nina Chance, een agente van de Secret Service en Olympisch schietkampioen. Zij is toegewezen door de directeur van de Secret Service, Nick Spikings, met als doel hem in de gaten te houden.
Parallel aan het hoofdverhaal probeert de regering van het Witte Huis een internationaal conflict te voorkomen vanwege een gijzelingscrisis met Noord-Korea. Om die reden is de populariteit van de president lager dan ooit, zelfs binnen zijn eigen kabinet.

## Rolverdeling
- Wesley Snipes - Detective Regis
- Diane Lane - Nina Chance
- Daniel Benzali - Spikings
- Dennis Miller - Detective Stengel
- Alan Alda - Jordan
- Ronny Cox - President Jack Neil
- Diane Baker - Kitty Neil
- Tate Donovan - Kyle Neil
- Harris Yulin - General Clark Tully
- Tom Wright - Cooper
- Nicholas Pryor - Paul Moran
- Charles Rocket - Jeffrey
- Nigel Bennett - Burton Cash
- Tamara Gorski - Young Woman in Bar
- Douglas O'Keefe - Assassin
- Tony Nappo - Luchessi
- Mary Moore - Carla Town
- George R. Robertson - Mack Falls